# Белизио Солфаре (Пезаро и Урбино)
Белизио Солфаре је насеље у Италији у округу Пезаро и Урбино, региону Марке.
Према процени из 2011. у насељу је живело 163 становника. Насеље се налази на надморској висини од 339 м.